# كيبايوران لاما

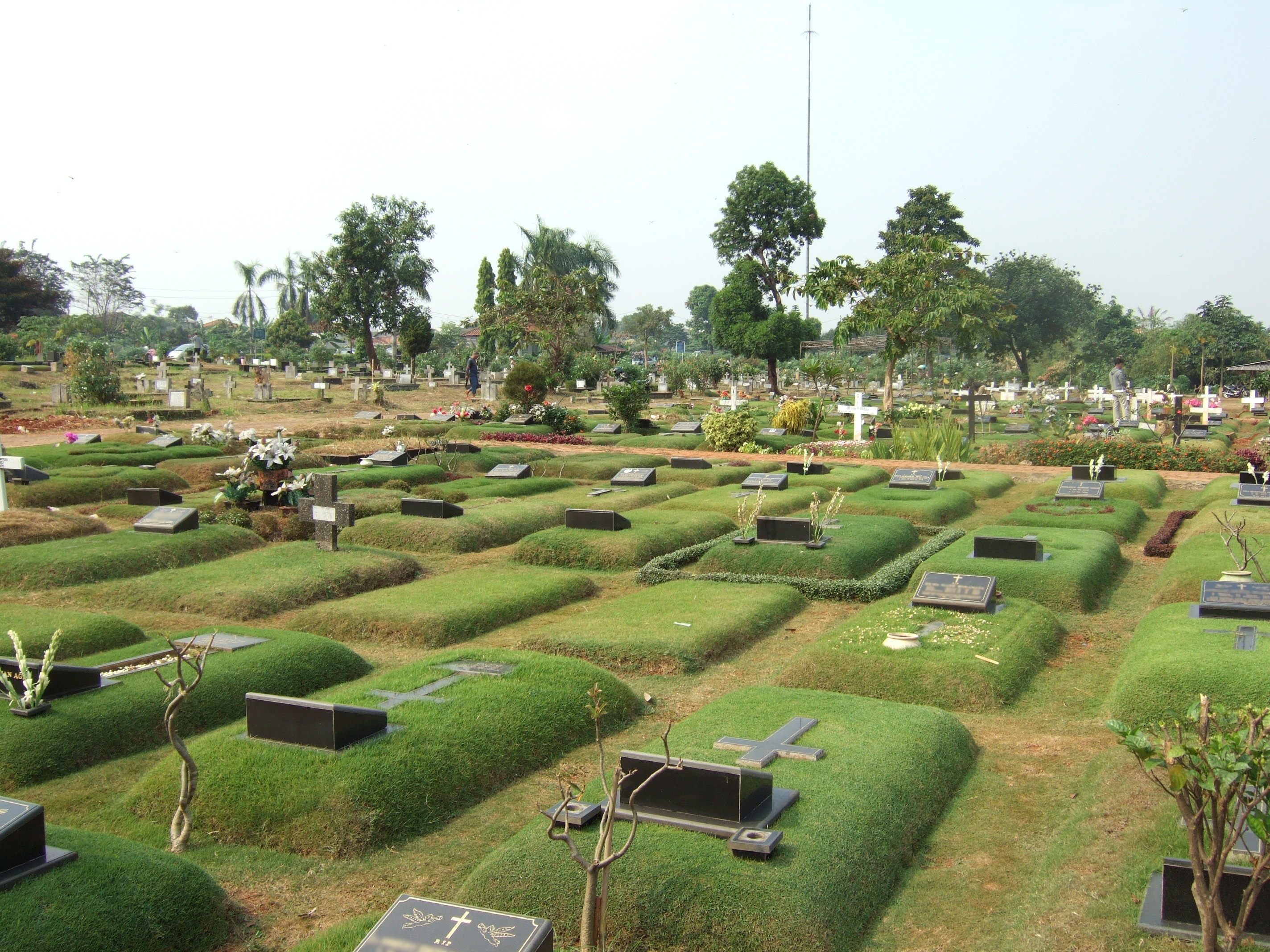
تقع مقبرة تاناه القصير في منطقة كيبايوران لام

كيبايوران لاما (بالإندونيسية: Kebayoran Lama) هي منطقة تقع في جنوب جاكرتا في إندونيسيا. الحدود القصوى لكيبايوران لاما هي طريق كيبايوران لاما - طريق بالميرا بارات من الشمال، ونهر جروغول من الشرق، وطريق جاكرتا الخارجي الدائري من الجنوب، ونهر بيسانغراهان من الغرب.
نحتوي منطقة كيبايوران لاما على بعض المساحات الخضراء ذات الحجم المعتدل أو الوسط، وتتركز بعض هذه المنطقة داخل مقبرة تاناه قصير، والتي تشتهر بكونها مكانًا لدفن محمد حتا النائب الأول لرئيس إندونيسيا. بوندوك إينداه هي منطقة سكنية راقية تقع في كيبايوران لاما.

## جغرافي
تتكون كيبايوران لاما من كلمة من كلمة كيبايوران والتي تعني "مخزونات الخشب، ولاما والتي تعني بالإندونيسية "القديمة". بنيت عدة مخزونات من الأخشاب (بما في ذلك خشب باير) هناك في وقت مبكر. يُعرف خشب باور بقوته ومقاومته لهجوم النمل الأبيض.

## التاريخ
في حوالي عام 1938 تم التخطيط لمطار في المنطقة من قبل حكومة جزر الهند الشرقية الهولندية، ولكن تم إلغاؤه بسبب الحرب العالمية الثانية. تم تطوير هذه المنطقة غير المطورة لاحقًا بعد فترة الاستقلال، لتصبح منطقة كيبيوران بارو الفرعية، في حين أن بقية المنطقة تصبح منطقة كيبايوران لاما الفرعية. في عام 1990 تم إنشاء جزء من منطقة كيبايوران لاما في منطقة بيسانغراهان.

## القرى الإدارية
تنقسم منطقة كيبايوران لاما إلى ستة قرى أو قرية إدارية:
- غروغول أوتارا - كود المنطقة 12210.
- جروغول سيلاتان - كود المنطقة 12220.
- شيبولير - كود المنطقة 12230.
- كيبايوران لاما أوتارا - كود المنطقة 12240.
- كيبايوران لاما سيلاتان - كود المنطقة 12240.
- بوندوك بينانغ - كود المنطقة 12310.

## قائمة الأماكن الهامة
- بوندوك إنداه مول.
- محطة كيبايوران لاما.
- بوندوك بينانغ غولف وكونتري كلوب.
- مسجد بوندوك إنده الكبير.
- مقبرة تاناه القصير.
- مدينة جانداري.